# Etelvina Andreu i Sánchez
Etelvina Andreu i Sánchez (Benalua, Alacant, 6 de març de 1969) és una política i metgessa alacantina. El 2007 fou la candidata a l'alcaldia d'Alacant pel Partit Socialista del País Valencià (PSPV) no aconseguint els vots suficients per ser alcaldessa. El 2008 fou designada Directora General de Consum depenent orgànicament del Ministeri de Sanitat del Govern d'Espanya.

## Biografia
Militant del PSPV-PSOE des de 1997, Etelvina Andreu és llicenciada en Ciències Físiques i doctora en Medicina. Professionalment ha treballat, primer com a investigadora en la Universitat d'Alacant, i posteriorment com a professora en l'Institut de Bioenginyeria de la Universitat Miguel Hernández especialitzada en pàncrees, fins que en 2004 assumí el càrrec de Sots-delegada del Govern en Alacant. En 2007 és substituïda per Encarnació Llinares en ser triada candidata a l'alcaldia d'Alacant pels socialistes. En l'acte de presentació hi estigué acompanyada per María Teresa Fernández de la Vega, Leire Pajín i el científic Bernat Soria, qui havia sigut el seu professor.
Perdé les eleccions el 27 de maig per 4.000 vots de diferència amb el Partit Popular, qui tornà a obtenir una nova majoria absoluta, aconseguint 15 dels 29 regidors del consistori, davant els 14 dels socialistes. No obstant això, el resultat dels socialistes, un 41,2% va ser el major percentatge aconseguit des de 1983, després de qui fou alcalde d'Alacant José Luis Lassaletta.
Andreu romangué com a cap de l'oposició al consistori alacantí fins al 2008, quan el ministre Bernat Sòria la crida per ser Directora General de Consum al Ministeri de Sanitat i Consum, càrrec que encara ocupa en l'actualitat amb la nova ministra Trinidad Jiménez. Al grup socialista de l'ajuntament és substituïda com a portaveu per Roque Moreno.
El 2012 es va reincorporar a la Universitat Miguel Hernández.